# Nikola I. Gorjanski
Nikola I. Gorjanski (mađ. Garai I Miklós) (?, prva pol. 14. stoljeća — Gorjani kraj Đakova, 25. srpnja 1386.), ugarski palatin (1375. – 1385.) i mačvanski ban (1359. – 1375.) iz velikaške obitelji Gorjanski. Bio je odani pristaša ugarskog i hrvatskog kralja Ludovika I. Anžuvinca.

## Životopis
Rodio se kao najstariji sin kneza Andrije I. Gorjanskog († 1340.). Imao je braću Ivana III. i Pavla. Obnašao je dužnost mačvanskog bana od 1359. do 1375. godine. Godine 1371. oglušio se na molbe Dubrovčana koji su ga pozivali da im pomogne u sukobu protiv kneza Nikole Altomanovića. Godine 1375. kralj Ludovik ga je postavio za ugarskog palatina sa zadaćom da, uz kraljicu Elizabetu, brine o mladoj kraljevni Mariji nakon njegove smrti.
Nikolina moć i utjecaj izazvali su otpor među hrvatskim i mađarskim plemstvom. Pokušavao je poslije Ludovikove smrti bezuspješno sklopiti savez s Mlečanima kako bi obranio dalmatinske gradove od teritorijalnih pretenzija bosanskog kralja Tvrtka I. Kotromanića. Godine 1385. inicirao je u Požegi pomirdbu s nezadovoljnim hrvatskim i ugarskim velikašima. Velikaši su bili protiv vladavine dviju kraljica i zahtjevali su da se za kralja izabere Karlo II. Drački iz dinastije Anžuvinaca. Međutim, Nikola se čvrstvo priklonio kraljicama Elizabeti i Mariji. Kada je Karlo Drački doveden u Budim kako bi bio okrunjen za kralja, Nikola I. ga je dao ubiti u veljači 1386. godine, što je izazvalo otvorenu pobunu hrvatskih i mađarskih velikaša predvođenih vranskim priorom Ivanom Paližnom i Ivanom Horvatom protiv kraljica i Nikole I. Gorjanskog.
Protivnici kraljica Elizabete i Marije postavili su u srpnju 1386. godine zasjedu kraj Gorjana, u kojoj je Nikola I. bio ubijen hrabro braneći kraljice koje su bile otete.

## Vanjske poveznice
- Nikola I. Gorjanski – Hrvatska enciklopedija
- Nikola I. Gorjanski – Hrvatski biografski leksikon